# Kerivoula whiteheadi
Kerivoula whiteheadi (Thomas, 1894) è un pipistrello della famiglia dei Vespertilionidi diffuso nell'Ecozona orientale.

## Descrizione

### Dimensioni
Pipistrello di piccole dimensioni, con la lunghezza totale tra 71 e 86 mm, la lunghezza dell'avambraccio tra 28 e 33 mm, la lunghezza della coda tra 32 e 42 mm, la lunghezza del piede tra 7 e 9 mm, la lunghezza delle orecchie tra 13 e 18 mm e un peso fino a 5,5 g.

### Aspetto
La pelliccia è lunga e lanosa. Le parti dorsali sono marroni con la base dei peli grigio scura, mentre le parti ventrali sono bianco-grigiastre. Il muso è lungo ed appuntito. Gli occhi sono piccolissimi. Le orecchie sono lunghe, ben separate e a forma d'imbuto. Il trago è lungo, affusolato e con un incavo superficiale ed una piccola proiezione alla base posteriore. Le membrane alari sono marroni con le estremità biancastre ed attaccate posteriormente alla base delle dita dei piedi. La coda è lunga ed è completamente inclusa nell'ampio uropatagio, il quale ha il margine libero frangiato più corti peli sparsi.

## Biologia

### Comportamento
Si rifugia in gruppi di 20-30 individui tra grandi foglie morte.

### Alimentazione
Si nutre di insetti.

## Distribuzione e habitat
Questa specie è diffusa nella Penisola malese, nel Borneo e in alcune delle Isole Filippine.
Vive nelle foreste disturbate e in aree agricole.

## Tassonomia
Sono state riconosciute 3 sottospecie:
- K.w.whiteheadi: isole filippine di Luzon, Polillo, Panay, Palawan e Mindanao;
- K.w.bicolor (Thomas, 1904): Penisola malese;
- K.w.pusilla (Thomas, 1894): Borneo settentrionale.

## Conservazione
La IUCN Red List, considerato il vasto areale, la relativa abbondanza, l'assenza di minacce e la presenza in diverse aree protette, classifica K.whiteheadi come specie a rischio minimo (Least Concern)).